# Струма (магистрала)
Вижте пояснителната страница за други значения на Струма.
Автомагистрала „Струма“, означена като А3, е автомагистрала в Южна България. 
Предвидена е да свързва столицата София с Република Гърция при ГКПП Кулата. Магистралата дублира и на места замества републикански път I-1 и по нея преминава Европейски път Е79.
Общата планирана дължина на автомагистрала „Струма“ е 172 km, като към февруари 2024 г. са изградени 143 km. Строителство на 15 километровия тунел по оригинален проект през Кресненския пролом не е започнато заради корупцията на Бойко Борисов и партия ГЕРБ, които не искат да изградят планирания 15 километров тунел, защото нямат техническа възможност за това, а не желаят да канят изпълнители от чужбина.
След ГКПП Кулата магистралата продължава като Автомагистрала А25 в Гърция към Солун.
С решение на МС от 27 декември 2018 година автомагистрала „Люлин“ престава да съществува като самостоятелна магистрала и става част от АМ „Струма“.

## Име
Магистралата е кръстена на река Струма, по чието протежение преминава.

## Изходи
| Изход | Име                   | km    | Дестинация                                                           | Платна | Забележка                |
| ----- | --------------------- | ----- | -------------------------------------------------------------------- | ------ | ------------------------ |
|       | Люлин                 | 0     | София – СОП, Бояна, Банкя                                            |        | В експлоатация           |
|       | Мало Бучино           | 4,4   | Суходол, Мало Бучино                                                 |        | В експлоатация           |
|       | Мало Бучино (446 m)   | 7,7   |                                                                      |        | В експлоатация           |
|       | Люлин (311 m)         | 10,6  |                                                                      |        | В експлоатация           |
|       | Големо Бучино (480 m) | 14,7  |                                                                      |        | В експлоатация           |
|       | Даскалово             | 18,9  | Перник, Драгичево, Кюстендил,                                        |        | В експлоатация           |
|       | Студена               | 26,7  | Студена, яз. Студена                                                 |        | В експлоатация           |
|       | Боснек                | 30,8  | Боснек                                                               |        | В експлоатация           |
|       | Старо село            | 33,2  | Старо село (без вход на юг)                                          |        | В експлоатация           |
|       | Старо село            | 35    | Старо село (изход север, вход юг)                                    |        | В експлоатация           |
|       | Долна Диканя          | 37,1  | Долна Диканя, Радомир                                                |        | В експлоатация           |
|       | Дупница - Север       | 51,3  | Дупница, Бобов дол, Тополница, Делян, Дрен                           |        | В експлоатация           |
|       | Блатино (380 m)       | 56,2  |                                                                      |        | В експлоатация           |
|       | Дупница - Юг          | 59,2  | Дупница, Бобов дол, Кюстендил                                        |        | В експлоатация           |
|       | Бобошево              | 73,4  | Бобошево, Мурсалево, Кюстендил, Рилски манастир                      |        | В експлоатация           |
|       | Кочериново (351 m)    | 83,1  |                                                                      |        | В експлоатация           |
|       | Кочериново            | 85,2  | Кочериново, Рила, Благоевград, Рилски манастир                       |        | В експлоатация           |
|       | Благоевград           | 90,8  | Благоевград, Зелендол, Логодаж                                       |        | В експлоатация           |
|       | Благоевград - Юг      | 97,1  | Благоевград                                                          |        | В експлоатация           |
|       | Благоевград (250 m)   | 97,6  |                                                                      |        | В експлоатация           |
|       | Железница (2 000 m)   | 100,2 |                                                                      |        | В експлоатация           |
|       | Железница             | 104,3 | Железница                                                            |        | В експлоатация           |
|       | Симитли               | 105,4 | Симитли, Банско, Гоце Делчев, Велинград                              |        | До завършване на лот 3.2 |
|       | Симитли - Център      |       | Симитли, Банско, Гоце Делчев, Велинград                              |        | Планиран                 |
|       | Симитли - Изток       |       | Симитли, Банско, Гоце Делчев, Велинград                              |        | Планиран                 |
|       | Симитли (350 m)       |       |                                                                      |        | Планиран                 |
|       | Полето                |       |                                                                      |        | Планиран                 |
|       | Ракитна (1130 m)      |       |                                                                      |        | Планиран                 |
|       | Мечкул                |       |                                                                      |        | Планиран                 |
|       | Стара Кресна          |       |                                                                      |        | Планиран                 |
|       | Стара Кресна (1190 m) |       |                                                                      |        | Планиран                 |
|       | Тисата (210 m)        |       |                                                                      |        | Планиран                 |
|       | Света Неделя (1320 m) |       |                                                                      |        | Планиран                 |
|       | Кресна                | 128   | Кресна, Долна Градешница, Благоевград, София                         |        | В частична експлоатация  |
|       | Струмяни              | 136,8 | Струмяни, Цапарево                                                   |        | В експлоатация           |
|       | Сандански             | 147,9 | Сандански, Попина лъка                                               |        | В експлоатация           |
|       | Дамяница              | 151,9 | Дамяница, Ново Делчево, Горна Сушица                                 |        | В експлоатация           |
|       | Петрич - Мелник       | 153,1 | Петрич, Мелник, Хераклея Синтика, Самуилова крепост                  |        | В експлоатация           |
|       | Генерал Тодоров       | 159,2 | Генерал Тодоров, Катунци                                             |        | В експлоатация           |
|       | Марикостиново         | 161,2 | Марикостиново, Петрич (изход юг, вход север)                         |        | В експлоатация           |
|       | Марикостиново         | 163   | Марикостиново, Петрич, Златарево, Гоце Делчев (изход север, вход юг) |        | В експлоатация           |
|       | Кулата                | 168,5 | ГКПП Кулата, Гърция, Солун, Атина                                    |        | В експлоатация           |

## Строителство

### Лот 0Даскалово – Долна Диканя
Лот 0 е с дължина 17,77 km от km 287+450 до km 305+220.
- На 31 януари 2007 г. е открита първата отсечка от магистралата, която е с дължина 17,77 km от ПВ Даскалово до Долна Диканя. Автомагистралата е с габарит 29 m, с 2 платна от по 11,50 m, с активни 2 ленти и аварийна лента. Първоначалната стойност на отсечката е 32 милиона евро, но към 2011 г. тя още няма документи за ползване и цената се е увеличила на 98 милиона евро.[2]
- До края на лятото на 2012 г. се очаква участъкът Драгичево – Долна Диканя да бъде категоризиран като магистрала, според министъра на регионалното развитие и благоустройството.[3]
- На 23 юли 2013 г. Агенция „Пътна инфраструктура“ обявява, че т.нар. нулев лот от „Струма“ – от пътен възел Даскалово до Долна Диканя остава без разрешение за ползване. Въпреки че бе пуснат за движение още в началото на 2007 г. и е с габарити на магистрала, той не може да се ползва като такава, тъй като не е въведен в експлоатация. Допустимата скорост по него години наред бе 90 km/h, но с откриването на отсечката от Долна Диканя до Дупница бе вдигната на 120 km/h. Причината за голямото забавяне е разминаване между данните за трасето на пътя по кадастралните карти и по тези на поземлените комисии. „Това е проблем, чието решаване е въпрос на съгласуване между много институции. Става въпрос за това, че в кадастъра са нанасяни земеделски земи по средата на пътя, а в много от случаите пътят по тези карти е на 20 m от съществуващия“, обясни Лазар Лазаров. Ако не се поправи грешката, за да бъде узаконен пътят, трябва буквално да бъде отчужден наново. А това няма как да се случи, обясни той.[4]

### Лот 1Долна Диканя – Дупница
Лот 1 е с дължина 16,780 km от km 305+220 до km 322+000 и прогнозна стойност от 100 милиона лева. Към проекта влиза изграждането на два пътни възела – „Долна Диканя“ и „Дупница – Север“, както и 15 големи съоръжения – 2 селскостопански подлеза, 1 селскостопански надлез, 5 моста, реконструкция на електрически далекопроводи и телефонни кабели, напоителни и отводнителни съоръжения и водопроводи, корекция на река и дере и изграждане на други малки съоръжения.

#### Тръжна процедура
- На 9 март 2011 г. започва тръжната процедура за избор на строител на Лот 1,[6] като оферти се приемат до 30 май,[5] а оферти за строителен надзор (консултант) се приемат до 1 юни. Планира се офертите да бъдат отворени съответно на 31 май и на 2 юни 2011 г.[7] Впоследствие се налага крайният срок за подаване на офертите за изпълнител да бъде отложен за 7 юни поради допусната грешка в тръжната документация.[8]
- На 2 юни 2011 г. са оповестени кандидатите за консултант. Кандидатствали са общо 10 фирми и обединения.[9]
- На 8 юни 2011 г. са оповестени кандидатите за изпълнител. Кандидатствали са 19 фирми и обединения.[10]
- На 23 юни 2011 г. са отворени ценовите оферти на кандидатите за консултант, като най-ниската е 269 400 лева без ДДС на ДЗЗД „Инфраструктура магистрални пътища“, а най-високата 1 370 000 лева без ДДС на ДЗЗД Обединение „Струма 2011“, състоящо се от „Мот Макдоналд Лимитед“ Ltd и „Екоинженеринг“ ЕООД.[11]
- На 7 юли 2011 г. са отворени ценовите оферти за избор на строител, като до отварянето са допуснати 17 от 19-те кандидати. Най-ниска оферта е подал консорциум „Струма – I“, който се състои от италианската фирма „Импреза“ и българските „Главболгарстрой – Инфраструктурно строителство“ и „Пътстрой 92“ – 58 534 000 лева без ДДС. Най-висока оферта е подала италианската фирма „Сочета Италивана Пер Кондоте Дакуа АД“ – 117 115 962,62 лева без ДДС.[12][13]

За допроектиране и строителство е избран консорциум „Струма – I“, който се състои от италианската фирма „Импреза“ и българските „Главболгарстрой – Инфраструктурно строителство“ и „Пътстрой 92“, а за консултант – ДЗЗД „Инфраструктура магистрални пътища“. Договорите са официално подписани на 1 октомври 2011 г. Договорът за допроектиране и строителство е на стойност 58 534 000 лева без ДДС, а за строителния надзор 269 400 лева без ДДС.

#### Строителство
- На 3 септември 2011 г. министърът на регионалното развитие и благоустройството Росен Плевнелиев съобщава, че строителството на отсечката ще започне същата г. на 1 октомври и по договор трябва да приключи до края на октомври 2013 г.[15]
- На 1 октомври 2011 г. срокът е спазен и е направена първата копка.[16]
- През януари 2012 г. става скандал, когато от Агенция „Пътна инфраструктура“ правят изказване, че археолозите, които проучват трасето на магистралата, изнудват агенцията за пари, за да не бавят проекта. Тогава премиерът Бойко Борисов посещава обекта и казва по адрес на археолозите относно замръзналата земя: „Ще ви я подгреем, ще докараме калорифери тук, реотани, да се топлите и вие, и керемидите. Прибирайте керемидите на топло и до юни да ви няма!“.[17] Впоследствие обаче противоречията са изгладени.[18] По-късно същата година археолозите откриват сребърна монета от времето на император Гордиан I и разкриват основите на две сгради.[19]
- По време на строителството се активизира свлачище, за укрепването на което са отпуснати 9 милиона лева и впоследствие проблемът е решен чрез изграждане на виадукт на мястото на свлачището.[20] Освен това става ясно, че почвите в протежение на четири километра от магистралата са се преовлажнили вследствие на обилно снеготопене и е нужно укрепването им, за което са отпуснати още 7,2 милиона лева.[21] Две седмици по-късно Агенция Пътна инфраструктура обявява нов търг на стойност 3,5 милиона лева за изграждане на два допълнителни селскостопански надлеза, които не са включени в първоначалния проект.[22]
- На 23 юли 2013 г. в 11 часа е официалното откриване на участъка от Долна Диканя до пътен възел „Дупница-Север“ от лот 1 на автомагистрала „Струма“, в движение се пускат 13,98 km от участъка и две пътни връзки „София-Дупница“ и „Дупница-София“. Останалите 2,8 km от лот 1 (от km 319+200 до km 322+000) ще бъдат въведени в експлоатация през октомври 2015 г. По договор срокът на завършване на обекта е 1 септември 2013 г., но движението по готовия участък се пуска предсрочно, за да се улесни трафикът в посока Кулата.

### Лот 2Дупница – Благоевград
Лот 2 е с дължина 37,454 km от km 322+000 до km 359+453.82. За него е подаден формуляр за кандидатстване за европейско финансиране, но все още не съществува проект. Предвижда се този лот да бъде даден на инженеринг (проектиране и строителство). Очаква се до края на 2011 г. да бъдат готови плановете и парцелирането на трасето, през 2012 г. да бъдат извършени отчужденията и през 2013 г. да започне строителството. То се очаква да продължи 25 месеца.

#### Тръжна процедура
- Към началото на юни 2011 г. се очаква тръжните процедури да започнат в началото на 2012 г.[26]
- На 13 декември 2011 г. АПИ обявява търг за определяне на изпълнител за изработване на идеен проект с парцеларен план на Лот 2.[27]
- На 12 януари 2012 г. са отворени офертите, като от общо 13 участника само 8 отговарят на изискванията и са допуснати до отварянето на ценовите оферти. Най-ниска оферта е предложил „Ню Ит и Инженеринг“ ООД – 207 720 лева без ДДС, а най-високата оферта е на „Рутекс“ ООД – 654 722 лева без ДДС.[28]
- На 24 февруари 2012 г. стартира ограничена процедурата за избор на проектант и строител на отсечката. Тя ще бъде дадена на инженеринг (проектиране и строителство едновременно) и възлиза на около 200 милиона лева без ДДС.[29] Крайният срок за участие е 23 април. Този търг има за цел само да подбере кандидати, които отговарят на изискванията на АПИ, но не и да определи победител, тъй като към момента все още не е готов идейният проект, търгът за който се провежда паралелно. След като идейният проект бъде готов, класиралите се участници от търга за избор на проектант и строител ще бъдат поканени да подадат финансови оферти за проектиране и строителство.[30]

- На 5 април 2012 г. възложителят подписва договор за изработка на идеен проект и працеларен план с третия в класирането от проведения търг – „Трансконсулт-22“ ООД за сумата 255 600 лева без ДДС. Договорът за изпълнение включва два етапа – първия за изработка на идеен проект за срок от 40 дни и след одобрение от възложителя следва втори етап за изработка на парцеларен план за срок от 75 дни.[31]
- На 4 май 2012 г. са отворени заявленията за проектиране и строителство на Лот 2. Участват 15 фирми и сдружения, като всичките фирми, които участват самостоятелно са чужди и във всяко сдружение участва поне една чужда фирма. До един месец след търга трябва да бъдат избрани осемте участника с най-голям оборот и най-много километри построени пътища за 2011 година. След това те ще бъдат поканени да предложат технически решения, цена и пускови срокове на база идейния проект, който към момента на отваряне на заявленията за участие все още се подготвя и се очаква да бъде завършен в средата на месец юни 2012 г.[32]
- Средата на месец юни 2012 г. е завършен и предаден идейният проект на трасето, което следва да бъде одобрено от експертен съвет.[33]
- На 16 август 2012 г. са обявени осемте кандидати-победители от първия етап на търга за избор на проектант и строител. Финалистите са поканени да подадат оферти за втория етап на търга.[34] Крайният срок за подаване на офертите е 29 октомври 2012 г.
- На 31 октомври 2012 г. офертите са отворени, като един от участниците („Щрабаг“ – Австрия) не е подал оферта, а друг от участниците в търга („Джей Енд Пи-Авакс“ – Гърция) не е допуснат поради нередност в тръжните документи.
- На 10 декември 2012 г. са отворени ценовите оферти на допуснатите трима участници във финалната част на търга. Според подадените оферти максималния брой от 100 точки събира Консорциум „Струма – Лот 2“, който строи ЛОТ 1.[35] * През януари 2013 г. стартира процедура за избор на консултант във връзка с проектирането и строителството на Лот 2. Крайният срок за подаване на оферти е 18 февруари 2013 г.[36]
- На 19 февруари 2013 г. са отворени офертите на участниците в обявената тръжна процедура, като в нея участват 5 обединения.[37]
- На 27 февруари 2013 г. в МРРБ беше подписан договора за проектиране и строителство между възложителя Агенция „Пътна инфраструктура“ и изпълнителя Консорциум „Струма ЛОТ 2“[38]. Стойността на участъка е около 362 млн. лв[39].
- На 14 март 2013 г. бяха отворени 4 от 5-те подадени ценови оферти за избор на строителен надзор, като най-ниската цена е на Обединение „Струма – ПП“ („Пътинвестинженеринг“ АД и „Пътпроект“ ЕООД) – 139 750 лева на месец (без ДДС), най-високата на ДЗЗД „Логистика М“ – 181 000 лева на месец (без ДДС).[40]
- На 21 май 2013 г. е сключен договора за строителен надзор с Обединение „Струма – ПП“[41]
- Фирма „Амберг инженеринг Словакия“ ЕООД е отговорна за проектирането на тунел Кресна, в сътрудничество с „Амберг инженеринг АД“ Швейцария. Съвместното дружество започна проектни работи на 27 юли 2013 г.

#### Строителство
- На 29 юли 2013 г. е издадено разрешително за строителство.
- На 31 юли 2013 г. е направена първата копка.
- През февруари 2015 г. физическото изпълнение е 47%, като очакванията са лотът да бъде завършен до 1 октомври 2015 г.
- През юли 2015 г. строителството поскъпва с 2,55 млн. лева без ДДС заради укрепване на свлачище.[42]
- Участъкът е открит на 22 октомври 2015 г.[43]

### Лот 3.1Благоевград – Крупник, пътна част
Лот 3.1 пътна част е с дължина 12,6 km от km 359+000 до km 366+000 и от km 370+400 до km 376+000 с габарит А-29 м. Предвижда се да бъдат изградени 11 мостови съоръжения с обща дължина от около 850 м – 3 надлеза, 3 селскостопански подлеза, 1 подлез и 1 ж.п надлез.

#### Тръжна процедура
- Участъкът не включва тунел „Железница“, който е предмет на отделна обществена поръчка.
- На 1 август 2014 г. е обявена обществена поръчка за проектиране и строителство на лот 3.1 пътна част, с дължина от 12,6 km. Индикативната му стойност е 150 милиона лева.[44]
- На * ноември 2014 г. са отворени постъпилите заявления за участие в процедурата за възлагане на лот 3.1, като участниците, подали документи са 11.[45]
- През март 2015 г. са обявени обществени поръчки за надзор на лотове 3.1 и 3.3.[46]
- На 19 май 2015 г. са отворени и ценовите оферти за пътната част на лот 3.1, като обединение „Магистрала Струма 3.1“, съставено от „Трейс Груп Холд“ АД и „Пътища и мостове“ ЕООД, предлага цена от 118 020 000 без ДДС, но получава по-малко точки за техническото предложение от ДЗЗД „АМ СТРУМА 3.1“, в което влизат „Агромах“ ЕООД, АБ АД, Хасково, „Хидрострой“, „Пътища Пловдив Груп“ ЕООД, „Пътища Пловдив“ АД и „Алве Консулт“ ЕООД, което предлага цена от 139 021 499,92 лв. без ДДС и максимална договорна цена от 154 999 999,92 лв. без ДДС.[47]
- Договорът за пътната част на лот 3.1 е сключен на 30 декември 2015 г., като изпълнител е ДЗЗД „АМ СТРУМА 3.1“, състоящо се от „Агромах“ ЕООД, „Пътища Пловдив“ АД, „Хидрострой“ АД, „Пътища Пловдив Груп“ ЕООД, „АБ“, АД и „Алве Консулт“ ЕООД. Приетата договорна сума е 186 млн. лв., а срокът за изпълнение е 3,5 години (1280 дни).[48]

#### Строителство
- На 31 август 2017 г. е направена първа копка.[49]
- На 23 май 2019 г. участък 1 от ЛОТ 3.1.1 (от ПВ „Благоевград“ до ПВ „Благоевград – юг“) е пуснат в експлоатация.[50]

### Лот 3.1тунел „Железница“
Лот 3.1 – тунел „Железница“ е с дължина от 4,4 km от km 366+000 до km 370+400. Лотът е разделен на три подучастъка.

#### Тръжна процедура
- На 29 март 2018 г. е обявена обществена поръчка за консултантска услуга – строителен надзор за проектиране и строителство на Автомагистрала „Струма“ Лот 3.1 Тунел „Железница“ с три обособени позиции".
  - Обособена позиция № 1: Подучастък № 1 от km 366+000 до km 366+720, включително обслужващ тунелен път при северния портал на тунел „Железница“;
  - Обособена позиция № 2: Подучастък № 2 от km 366+720 до km 369+000, включително обслужващ тунелен път при южния портал на тунел „Железница“ и площадка за хеликоптери;
  - Обособена позиция № 3: Подучастък № 3 от km 369+000 до km 370+400
- На 28 септември 2018 г. е подписан договорът за подучастък № 3 от трасето след тунел „Железница“ като изпълнител е „ПСТ ГРУП“ ЕАД. Стойността на договора е 22 130 756,88 лв. с ДДС, а срокът за изпълнение е 120 дни за изготвяне на проекта и 480 дни за изпълнение на строително-монтажните работи.[51]
- На 16 октомври 2018 г. е подписан договорът за подучастък № 1 от трасето преди тунел „Железница“ като изпълнител е ДЗЗД „Железница – Север“, в което са: „ГБС Инфраструктурно строителство“ АД, „Главболгарстрой“ АД и „Главболгарстрой Интернешънъл“ ЕАД. Стойността на договора е 29 985 345 лв. без ДДС.
- На 11 декември 2018 г. са отворени ценовите оферти на кандидатите за строителен надзор като постъпилите оферти са общо 13 от които 4 за обособена позиция № 1, 7 за обособена позиция № 2 и 2 за обособена позиция № 3
- На 19 декември 2018 г. са обявени изпълнителите за строителен надзор за трите обособени позиции с критерий съотношение качество/цена.
  - По обособена позиция 1 – Обединение „ТЕС КОНСУЛТ“ с партньори „Строл-1000“ АД, „Три – Ес“ ЕООД и „Експерт Дисижънс“ с комплексна оценка 100 т. и цена от 719 739,60 лв. с ДДС
  - По обособена позиция 2 – „План Инвест Железница ДЗЗД“ с партньори „План Инвест Пловдив“ ЕООД, „Инфраконтрол“ ЕООД, „Инфрапроект консулт“ ЕООД, „Аскос 03“ ЕООД и „Сърч корпорейшън“ с комплексна оценка 95,25 т. и цена от 4 793 328 лв. с ДДС
  - По обособена позиция 3 – ДЗЗД „Пътконсулт 2000 – Консулт 64“ с партньори „Пътконсулт 2000“ ЕООД и „Консулт 64“ ООД с комплексна оценка 64 т. и цена от 558 266,40 лв. с ДДС
- На 11 февруари 2019 г. е подписан договорът за подучастък № 2 на тунел „Железница“, като изпълнител е ДЗЗД „АМ СТРУМА ТУНЕЛ 2018“, в което участват: „ДЖИ ПИ ГРУП“ АД, „ГЛОБАЛ КЪНСТРЪКШЪН“ ООД и „ВИА ПЛАН“ ЕООД. Стойността на договора е 185 370 370,37 лв. без ДДС., а срокът за изпълнение е 3 години (1060 дни).[52]
- На 26 февруари 2019 г. е подписан договорът за строителен надзор за подучастък № 2 на тунел „Железница“ като изпълнител е „План Инвест Железница ДЗЗД“
- На 12 март 2019 г. са подписани договорите за строителен надзор с Обединение „ТЕС КОНСУЛТ“ за подучастък № 1 и ДЗЗД „Пътконсулт 2000 – Консулт 64“ за подучастък № 3[53]

#### Строителство
- На 26 август 2019 г. има издадено разрешително за строеж от МРРБ № РС-83/26.08.2019 г. за Обособена позиция № 1, участък от км 366+000 до км 366+720.
- На 16 октомври 2019 г. има издадено разрешително за строеж от МРРБ № РС-96/16.10.2019 г. за Обособена позиция № 3, подучастък № 3 от км 369+000 до км 370+400.
- На 16 октомври 2019 г. има издадено разрешително за строеж от МРРБ № РС-97/16.10.2019 г. за Обособена позиция № 2, подучастък № 2 от км 366+720 до км 369+000.
- На 23 октомври 2019 г. е даден старт на строителството на тунел „Железница“ както и на пътните участъци непосредствено преди и след него.[54]
- На 20 февруари 2024 г. лотът е въведен в експлоатация.[55]

### Лот 3.2Крупник – Кресна
Лот 3.2 е с дължина 23,64 km от km km 375+860 до km 399+500. Лотът е разделен на два подучастъка като той включва и обходен път на гр. Кресна (5,5 km).
- Лот 3.2.1 от km 375+860 до km 389+100 (13,2 km) – В участъка ще бъдат построени 3 тунела – „Симитли“ (211 m), „Ракитна“ (1135 m) и „Стара Кресна“ (1052 m). Ще бъдат изградени 10 виадукта с обща дължина 3,5 km, както и 3 надлези и подлези. Достъпът до трасето ще бъде осигурено чрез 3 пътни възела: „Полето“, „Мечкул“ и „Стара Кресна“. Индикативната стойност за изграждането на лот 3.2.1 е 444 796 305 лв. без ДДС.
- Лот 3.2.2 от km 389+100 до km 399+500 (10,4 km) и обходен път на гр. Кресна (5,5 km) част от дясно платно от km 396+137 (по километража на път І-1 (Е79)) до km 401+691.90≡397+000. В отсечката ще бъдат построени 4 тунела – „Тисата“ (171 m), „Света Неделя“ (1,3 km), тунел „Кресна 1“ (358 m) и „Кресна 2“ (230 m). В участъка ще има 11 виадукти с приблизителна дължина 5 km, както и 9 надлези и подлези. Приблизителната стойност на обществената поръчка за лот 3.2.2 е 430 525 209 лв. без ДДС.

#### Тръжна процедура
- На 17 ноември 2016 г. е обявена обществена поръчка с предмет „Изработване на разширен идеен проект с парцеларен план за Автомагистрала „Струма“, Лот 3.2., участък „Крупник – Кресна“ – ляво платно с приблизителна дължина 23,8 км и обходен път на гр. Кресна – част от дясно платно с приблизителна дължина 5,45 км“
- На 15 май 2017 г. е обявено класирането за изработване на разширен идеен проект с парцеларен план като на 1-во място е „Пътпроект 2000“ ООД с комплексна оценка 93,278 точки а на 2-ро място „Пътпроект“ ЕООД с 89,859 точки. Наградата за „Пътпроект 2000“ ООД е 2 125 000 лв. а за „Пътпроект“ ЕООД 250 000 лв.
- На 28 август 2018 г. е обявена обществена поръчка за изготвяне на технически проект и строителство за лот 3.2.1 и лот 3.2.2.
- На 15 февруари 2019 г. в деловодството на АПИ са отворени 10 оферти за технически проект и строителство за лот 3.2.1
- На 19 февруари 2019 г. в деловодството на АПИ са отворени 12 оферти за технически проект и строителство за лот 3.2.2.
- На 30 май 2019 г. е обявена обществена поръчка за консултантска услуга – строителен надзор за двата лота.
- На 15 ноември 2019 г. за победител в търга за изготвяне на технически проект и строителство за ЛОТ 3.2.1 е избран ДЗЗД „АПП ЛОТ 3.2.1“ („Грома Холд“ ЕООД, „Европейски пътища“ АД, „Водно строителство – Благоевград“ АД, „Пътпроект“ ЕООД и „ВАХОСТАВ-СК“ а.с.).
- На 29 май 2020 г. в АПИ са отворени 10 оферти за „Определяне на изпълнител на консултантска услуга при проектиране (изготвяне на технически проект) и строителство на обект Автомагистрала „Струма“ Лот 3.2 с две обособени позиции", съответно за ЛОТ 3.2.1 – 5 оферти и за ЛОТ 3.2.2 – 5 оферти.
- На 19 юни 2020 г. за победители в търга за определяне на изпълнител за консултантска услуга са определени: за ЛОТ 3.2.1 – Обединение „Консултанти Струма 1“ („3ti Progetti Italia – Ingegneria Integrata“ S.p.A, „Пи Ес Консулт“ ЕООД и „Контпас“ ЕООД); за ЛОТ 3.2.2 – Обединение „Струма 2019 – ПИИ SWS“ („Пътинвест – инженеринг“ АД и „SWS Engeneering SpA“).
- През август 2022г. министърът на околната среда и водите в оставка Борислав Сандов спира проекта за строеж на автомагистрала „Струма“ в Кресненското дефиле. Според него това се налага, защото Европейската комисия очаква да се направи нова оценка за въздействието върху околната среда (ОВОС) и нова Оценка за съвместимост с екологичната мрежа „Натура 2000“ на целия участък.[56]
- На 13 февруари 2025г. е приета пътна карта за завършване на автомагистрала „Струма“, с което се дават конкретни срокове за изграждането на липсващия лот 3.2. Според пътната карта финалното решение е да се изгради източно платно Г10.50 в посока София като се търси начин в бъдеще да се построи платното в посока Кулата успоредно до него.[57]

### Лот 3.3Кресна – Сандански
Лот 3.3 е с дължина от 23,6 km от km 397+000 до km 420+624.

#### Тръжна процедура
- На 1 август 2014 г. е обявена обществена поръчка за проектиране и строителство на участъка.
- На 4 ноември 2014 г. са отворени постъпилите заявления за участие в ограничената процедура за възлагане на лот 3.3, като участниците, подали документи са 9. В хода на процедурата за лот 3.3 от подалите документи са избрани 4 участника, които са поканени да подадат оферти във втория етап.
- През март 2015 г. е обявена обществена поръчка за надзор на лот 3.3.[59]
- На 4 май 2015 г. са отворени офертите, като най-ниска цена предлага Консорциум „Струма – Лот 3.3“ (включени са „ГБС Инфраструктурно строителство“ АД, „Пътстрой – 92“ АД, „Главболгарстрой“ АД, „Геострой“ АД с подизпълнител „ГБС-Благоевград“АД) с приета договорна сума в размер на 213 144 512 лв. без ДДС и максимална договорна цена на стойност 234 123 012 лв. без ДДС.
- На 25 септември 2015 г. договорът е сключен, като срокът за изпълнение е 3,5 години.

#### Строителство
- На 30 август 2016 г. е направена първата копка[60]
- На 17 декември 2018 г. лотът е въведен в експлоатация, заедно с 300 m връзка с лот 4.[61]

### Лот 4Сандански – ГКПП Кулата
Лот 4 е с дължина 14,7 км от km 423+800 до km 438+500. Проектът включва изграждане на два пътни възела – „Петрич – Мелник“ и „Генерал Тодоров“, допълнителни връзки за селата Ново Делчево, Дамяница и Марикостиново, 4 моста, 4 подлеза, 6 надлеза и изместване на ЖП линията „София – Кулата“ в отсечката „Генерал Тодоров – Марино поле“.

#### Тръжна процедура
Първоначално целевата дата за започване на търговете е две седмици след началото на търга на Лот 1, но поради промени в правилата за провеждане на търгове, процедурата се забавя. Процедурата за избор на изпълнител стартира на 20 юни 2011 г., а оферти се приемат до 18 август като отварянето им е планирано за 19 август. Оферти за надзор (консултант) на проекта се приемат до 22 август и се планира да бъдат отворени на 23 август. Подадени са 15 оферти за строител на отсечката и 7 за консултант. На 15 септември са отворени ценовите оферти за надзор на класираните шест кандидати. Най-ниската оферта е на Пътинвестинженеринг АД – 297 016 лева без ДДС, а най-високата на Обединение „Пътконсулт-Трансгео“ – 482 000 лева без ДДС. На 20 септември 2011 г. са отворени ценовите оферти на допуснатите участници в процедурата по избор на строител. От 14 оферти най-ниска е тази на гръцката фирма „Актор“ АД – 55 980 000 лева без ДДС, а най-висока тази на сдружение „АМ Струма 2011“, състоящо се от „Пътинженеринг М“ ЕАД и Пор Технобау Гмбх – 83 677 700 лева без ДДС.

#### Строителство
- На 3 септември 2011 г. министърът на регионалното развитие и благоустройството Росен Плевнелиев съобщава, че строителството на отсечката ще започне същата година през ноември и по договор трябва да приключи в края на октомври 2013 г.[15] Но процедурата по избор на строител и консултант е обжалвана и договорите с победителите от търговете („Актор“ АД и Пътинвестинженеринг АД) са подписани на 19 март 2012 г., а за първа копка е определена датата 5 април 2012 г.
- Срокът за започване на строителството е спазен и на 5 април 2012 г. е направена първата копка. Отсечката трябва да бъде построена за 23 месеца.[70][71]

- В края на февруари 2014 г. АПИ взема решение да възложи допълнително строителство на пътен възел „Марикостиново“, при пресичането на път III-198 „Петрич – Златарево“.[72]

- В края на 2014 г. АПИ констатира, че 44% от възложените строителни работи не са извършени и обмисля да прекрати договора с изпълнителя „АКТОР“ АСД,[73] но в крайна сметка се отказва от намеренията си. „Актор“ остават изпълнители, но строителството реално ще бъде довършено от благоевградското дружество „Агромах“.[74]
- През февруари 2015 г. пусковата дата е отложена за август 2015 г.[39] Същевременно се предвижда допълнително да бъде възложено разширяване на последните около 1,5 km до границата с Гърция на път I-1 до общо 3 ленти,[39] като на 10 юли 2015 г. „Агромах“ са определени за изпълнител с цена от 3, 095 млн. лева без ДДС.

- В края на май 2015 г. АПИ обявява обществена поръчка за изграждане на осветление на пътните възли на лот 4,[75] като на 2 септември 2015 г. „Агромах“ са определени за изпълнител с цена от 1, 498 млн. лева без ДДС.

- На 16 юли 2015 г. са пуснати в експлоатация 3 km от дясното платно (в посока Кулата) в края на лота, заедно с разширението до 3 ленти на път I-1 до ГКПП Кулата.[76] На 31 юли 2015 г. е пуснато за движение и основното трасе на лота,[77] като довършителните работи продължават до 10 септември 2015 г., когато отсечката официално е въведена в експлоатация.[78]

## Планирани отсечки

### Подучастъци отЛот 3Благоевград – Сандански
Лот 3 от Благоевград до Сандански от km 359+000 до km 420+624 е с дължина 64,8 km. Разделен е на пет подучастъка, като 3 не са завършени към 2025 г.:
- Лот 3.1 – Благоевград – Крупник – остава изпълнението на по-южния от двата участъка, от km 370+400 до km 376+000 (5,6 km).
- Лот 3.2.1 – Крупник – Кресна от km 375+860 до km 389+100 (13,24 km), който включва множество тунели и виадукти. На места пътят ще минава на 2 нива.
- Лот 3.2.2 – Крупник – Кресна ляво платно от km 389+100 до km 399+500, обходен път на гр. Кресна – част от дясно платно от km 396+137 до km 401+691.90.

В лотове 3.2.1 и 3.2.2 трасето на магистралата преминава през Кресненското дефиле, което е защитен обект, попадащ в Натура 2000, а освен това теренът е планински. Планира се да бъдат изградени множество тунели и виадукти, които да решат проблемите със защитената зона, трудния терен и високата сеизмична активност. Поради сложното изграждане на участъка, се е очаквало той да бъде готов не по-рано от 2022 г.
Подготвителни работи
Към началото на юни 2011 г. се очаква тръжната процедура да започне в началото на 2012 г. През октомври 2011 г. става ясно, че строителството на отсечката се отлага за следващия програмен период. На 18 юни 2012 г. директорът на Национална компания „Стратегически инфраструктурни проекти“ съобщава, че тръжните процедури за избор на изпълнител на предварителен проект, стратегически съветник и екологичен консултант се очаква да започнат през първата половина на месец юли 2012 г.
- На 15 ноември 2012 г. са обявени три търга за Лот 3 – за избор на проектант на идеен проект, екологичен консултант и стратегически съветник – консултант с крайна дата за участие съответно 28, 21 и 22 февруари 2013 г.[82]
- На 29 януари 2013 г. са отворени офертите за избор на изпълнител на идеен проект. Заявления за участие са подали 18 фирми и обединения.[83] На 28 февруари 2013 г. са отворени ценовите оферти, като от 18 участника са допуснати 12 оферти. Най-ниската е на Консорциум „Мости“ за 890 000 лева, а най-високата на ДЗЗД „Виа Флавиа“ за 3 402 000 лева.[84] На 29 юли 2013 г. е сключен договор за изработване на идеен проект с избрания за победител „Виа План – Амберг“ ДЗЗД на стойност 1 999 950 лева без ДДС.[85]На 27 юли 2013 г. обединение „Виа план – Амберг“ сключиха договор за изпълнение на проектирането на идеен проект на Лот 3 на АМ „Струма“, в обединението са следните фирми фирма „Виа План“ЕООД България, фирма „Амберг инженеринг Словакия“ ЕООД и „Амберг инженеринг АД“ Швейцария. През лятото на 2015 г. договорът е развален от възложителя поради неизпълнение на изпълнителя.[86]
- На 25 февруари 2013 г. са отворени офертите на участниците в търга за стратегически съветник, като в него участват 12 дружества и обединения.[87] На 8 април 2013 г. бяха отворени 11 ценови оферти за избор на Стратегически съветник за изграждането на ЛОТ 3. Най-ниската цена е на „Инфра – Струма“ – 642 000 лева, а най-висока на Обединение „Струма 2013“ – 2 195 320 лева.[88] На 14 май 2013 г. НКСИП обявява за победител Обединение „СВЕКО – БУРДА“ с предложена цена 1 183 000 лв. (без ДДС),[89] а на 1 юли 2013 г. е сключва договора с него.[90]
- На 7 март 2013 г. беше отворена единствената ценова оферта за избор на екологичен консултант на „Данго проект консулт“ ЕООД на стойност 64 700 лева без ДДС,[91] а на 19 юли 2013 г. е подписан договор с единствения участник.[92]
- На 23 май 2014 г. е сключен договор за извършването на „Геоложки проучвания за изграждането на АМ „Струма“ Лот 3 „Благоевград-Сандански“ в зоните на тунелите в Кресненското дефиле и при с. Железница" с обединение „ГЕОПС-ГЕОТЕХНИКА-КОНСУЛТ“ на стойност 1 496 465 лева без ДДС.[93]
- На 8 август 2014 г. е обявена обществена поръчка за определяне на равностойното парично обезщетение и техническо посредничество при осъществяване на процедура по принудително отчуждаване на имоти за изграждането на автомагистрала „Струма“, лот 3. На 31 октомври 2014 г. е сключен договор на стойност от 189 950 лева без ДДС с ДЗЗД „Обединение 2014 за автомагистрала СТРУМА“, състоящо се от три физически лица и „ГЕО – КОНСУЛТ“ ЕООД.[94]
- На 28 август 2014 г. е сключен договор за „Актуализация на прогнозата на трафика и на анализ „разходи-ползи“ за Лот 3 на автомагистрала „Струма“ с „Обединение АНИСА-ИТК-ППМ 2014“ ДЗЗД на стойност 212 121 лева без ДДС.[95]
- На 11 декември 2014 г. е открита процедура за възлагане на обществена поръчка чрез публична покана с предмет: „Изготвяне на доклад за ОВОС и ДОСВ за „Подобряване на трасето на Лот 3.2.“ На 9 март 2015 г. НКСИП сключва договор с „ДАНГО ПРОЕКТ КОНСУЛТ“ ЕООД. Стойността на договора е 64 700 лв. без включен ДДС, а срокът за неговото изпълнение е 280 дни.
- В край на март 2015 г. е обявена обществена поръчка за изготвяне на идеен проект за участъка в Кресненското дефиле.[96] Целта е да се разработи алтернатива на 15-километровия тунел, в случай че участъкът, минаващ през дефилето получи положителна оценка за въздействие върху околната среда. Обединение „Лот 3.2 Проект“ предлага най-ниска цена (953 946 лв. без ДДС).[97]

## Галерия
- Магистрала „Струма“ през 2009 г.
- В близост до Перник през 2014 г.